# الپین (میسیسیپی)
الپین، می‌سی‌سی‌پی (به انگلیسی: Alpine, Mississippi) یک منطقهٔ مسکونی در ایالات متحده آمریکا است که در ایالت میسیسیپی واقع شده‌است.

## خصوصیات
الپین ۱۲۸٫۰۲ متر بالاتر از سطح دریا واقع شده‌است.